# Phragmatobia coelestina
Phragmatobia coelestina är en fjärilsart som beskrevs av Rudolf Püngeler 1904. Phragmatobia coelestina ingår i släktet Phragmatobia och familjen björnspinnare. Inga underarter finns listade i Catalogue of Life.